# یانیکولوم

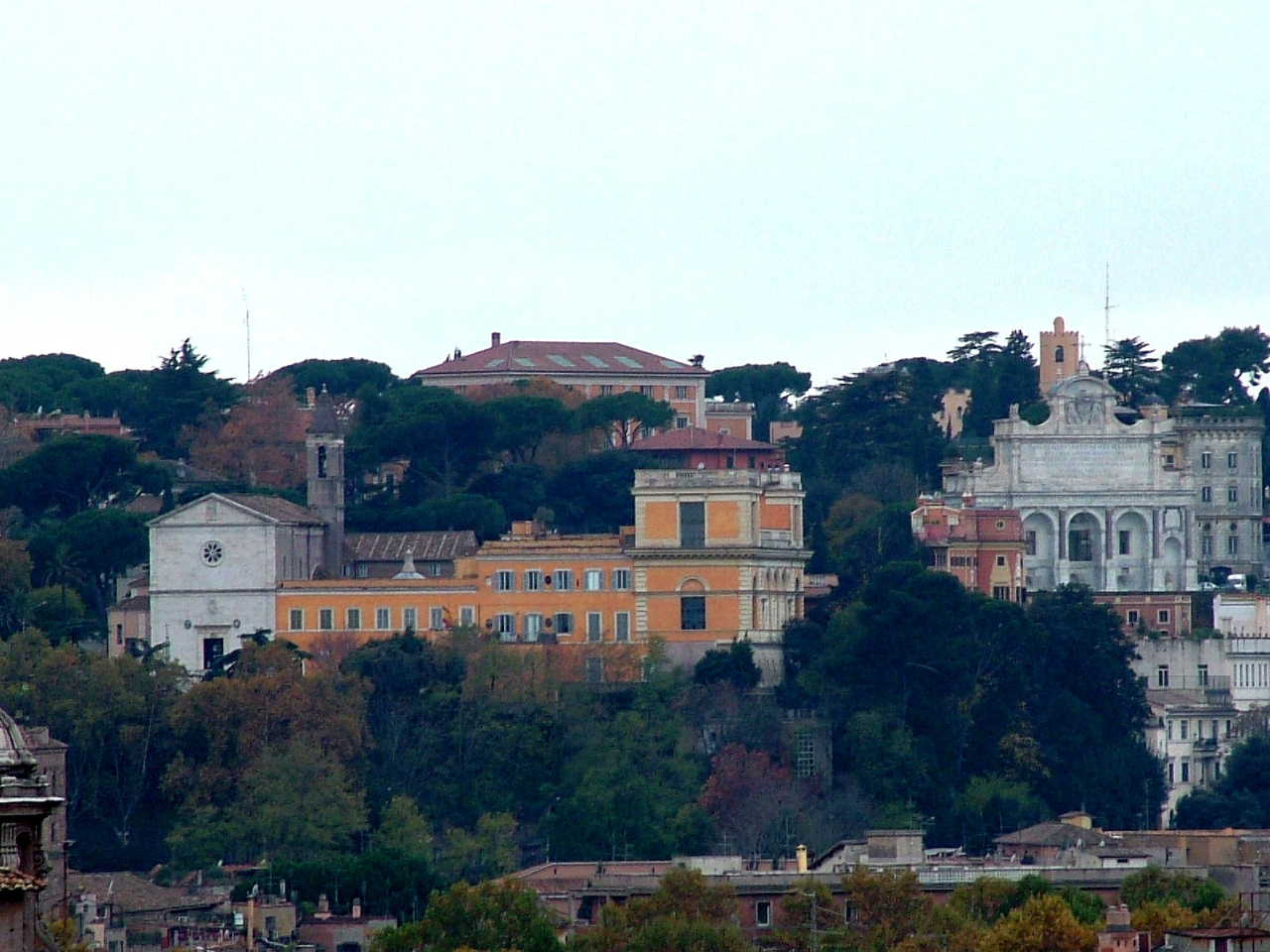
نمایی از تپه‌ی یانیکولوم

یانیکولوم (به لاتین: Ianiculum) یا جَنیکولو (به ایتالیایی: Gianicolo) تپه‌ای در قسمت غربی رم، ایتالیا است. هرچند این تپه دومین تپه‌ی دراز از بین تپه‌های شهر رم (پس از مونته ماریو) است، جزو هفت تپه‌ی باستانی رم نیست، چه در سمت غرب تیبر جای دارد و خارج از محدوده‌ی باستانی شهر بود.

## مناظر
یانیکولوم با گنبدها و برج ناقوس‌هایش یکی از بهترین مکان‌های رم است که بر مناظر مرکزی شهر مشرف است. برخی از منظره‌های یانیکولوم عبارتند از کلیسای سن پیترو این مونتوریو ــ که عقیده بر این بود که محل تصلیب پطرس بوده و مشتمل‌بر یک زیارتگاه کوچک موسوم‌به تمپیه‌تو است که دوناتو برامانته معماری‌اش کرده بود و محل تصلیب پطرس را نشان می‌دهد؛ یک فواره‌آب با معماری باروک که به‌دست پاپ پل پنجم در اواخر سده‌ی هفدهم میلادی بنا شد و به فواره‌ی آب پُلیموسوم است؛ چندین مؤسسه‌ی تحقیقاتی خارجی از جمله دانشگاه آمریکایی رم و آکادمی امریکایی و اسپانیایی روم. ویلا لانته آل جَنیکولو  ساخته‌ی جولیو رومانو در حدود ۲۱-۱۵۲۰ نیز از کارهای مهم این معمارِ تکلف‌گراست.

## تاریخ
یانیکولوم مرکز برگزاری مراسمات و آیین‌های ایزد ژانوس بود و موقعیت خوبش که مشرف‌به شهر بود سبب شد جای مناسبی برای اوگورها جهت فال‌گیری از روی حرکات پرندگان باشد.
برطبق نوشته‌های تیتوس لیویوس در کتاب از پیدایش روم، آقای آنکوس مارکیوس، چهارمین پادشاه روم، این تپه را به شهر روم ضمیمه کرد تا به دشمن اجازه‌ی تصرف آن را ندهد، و آن را با یک دیوار مستحکم ساخت و با پلی بر روی تیبر به شهر متصلش کرد.
در ۵۰۸ ق.م. در طول جنگی میان اتروسکان ــ به‌رهبری لارس پورسنا ــ با جمهوری روم، نیروهای پورسنا یانیکولوم را متصرف شدند و از آنجا مهیای تصرف پل تیبر و سپس حمله بر شهر شدند، لیکن دلاوری سه رومی به‌نام‌های هوراتیوس کوکلس و تیتوس هرمینیوس و اسپوریوس لارکیوس سبب شد رومیان با کاربست استراتژی زمین سوخته پل را ویران کنند و مانع حمله‌‌شان بر شهر شوند.
در ۱۸۴۹ و در طول نخستین جنگ استقلال ایتالیا، یانیکولوم صحنه‌ی نبردی میان قوای جوزپه گاریبالدی و مدافعان جمهوری انقلابی روم با قوای فرانسویی بود که برای بازگرداندن اقتدار دنیوی پاپ بر روم می‌جنگیدند. چندین بنای یادبود به‌افتخار گاریبالدی و سربازان کشته‌شده در جنگ‌های استقلال ایتالیا در یانیکولوم بنا شده‌اند.